# Дашевский, Владимир Львович
Владимир Львович Дашевский (Вульф Лейбович; 1883, Малые Сорочинцы, Полтавская губерния — 25 июля 1942 или 1942) — российский и советский гебраист. Участник русско-японской, Первой мировой и гражданской войн. Член РКП(б). Директор Бахчисарайского музея-дворца (1935—1937). Репрессирован. Посмертно реабилитирован в 1995 году.

## Биография
Родился в 1883 году в селе Малые Сорочинцы Полтавской губернии. Еврей по национальности. В ряде анкет указывал, что является украинцем по происхождению. Отец — нотариус, потомственный почётный гражданин. Мать — учительница. Окончил полтавскую гимназию (1889), Историко-филологический институт князя Безбородко в Нежине (1902) и восточный факультет Санкт-Петербургского Императорского университета (1904). В университете обучался под руководством Даниила Хвольсона. Изучал еврейские и арабский языки.
После окончания университета был призван на военную службу. Прошёл сокращённый курс юнкерского училища в городе Вильно (1905), после чего был произведён в офицеры и направлен на русско-японскую войну. Демобилизовавшись, устроился школьным учителем. За революционную деятельность был лишён права преподавать. В результате преследования в Российской империи принял решение эмигрировать, после чего жил во Франции, Австро-Венгрии, Германии, Палестине и Персии.
В годы Первой мировой войны вернулся в Россию, где был призван в армию. Вёл большевистскую пропаганду среди солдат. Участник Октябрьской революции в качестве представителя военно-революционного комитета армейского корпуса. Член РКП(б) с 1917 года. Во время гражданской войны служил в Рабоче-крестьянской Красной армии. Являлся военком, начальником политотдела полков и бригад, а также уполномоченным революционного военного совета. На войне получил контузию и отравление газом. Получил I группу инвалидности.
В 1923 году демобилизовался из РККА и более года в Павлодаре руководил городским отделом здравоохранения, а затем до 1925 года заведовал губернским архивом в Екатеринославле.
В 1930 году был принят в Институт востоковедения АН СССР в качестве научного сотрудника второго разряда. Являлся членом дирекции и научным сотрудником еврейского кабинета. Параллельно с этим с 1931 по 1934 год занимал должности главного библиотекаря и заместителя заведующего в отделе рукописей Государственной публичной библиотеки. Участвовал в работах по передаче Польше рукописей в связи с положениями Рижского мирного договора.

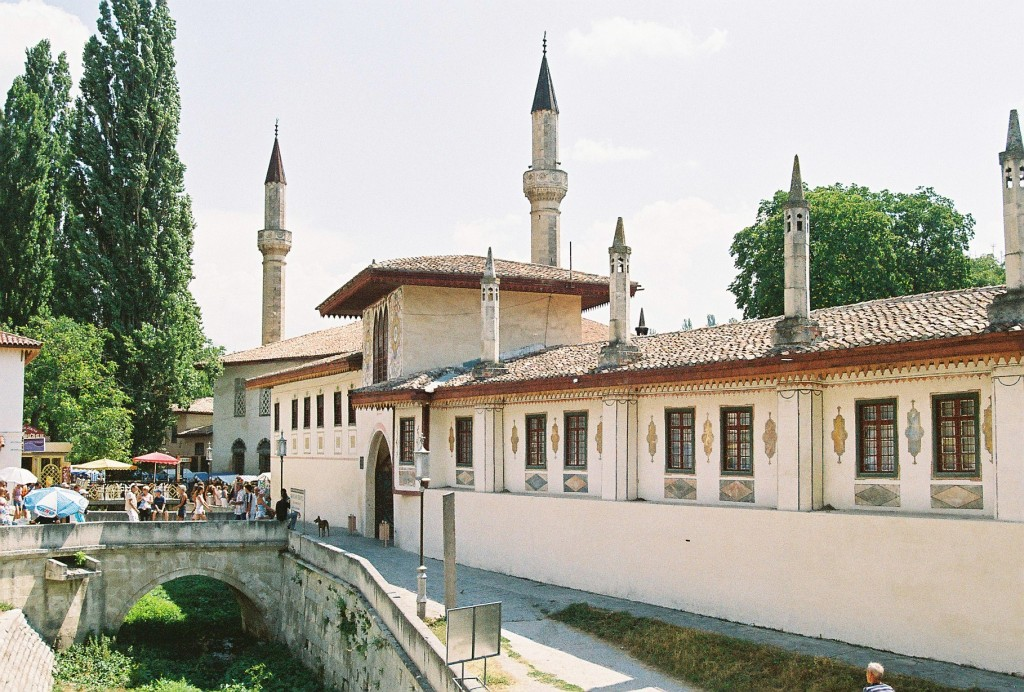
Бахчисарайский музей-дворец

В 1935 году переехал в Крым, где 19 декабря того же года назначен директором Бахчисарайского музея-дворца, сменив на этой должности Бекира Файкова. В результате сталинских репрессий был уволен со своей должности 2 февраля 1937 года, а 18 февраля — был арестован. Решением Военной коллегии Верховного суда СССР от 8 января 1938 года был осуждён на 15 лет исправительно-трудовых лагерей по 58-й статье.
Скончался 25 июля 1942 года в местах заключения. Реабилитирован 17 января 1995 года прокуратурой Автономной Республики Крым и Главным управлением СБУ в Крыму.

## Научная деятельность
В одной из автобиографий для личного дела Дашевский в следующие свои работы: «Влияние хазар на государство и культуру древней Руси», «Хазария и её влияние на своих соседей», «Влияние тюрков на украинцев — антропологическое и лингвистическое», «Социалистическое движение среди евреев окраинных республик нашего Союза», «Евреи-крымчаки» и «Евреи-караимы». Также он упомянул около 200 переводов исторических хроник и литературных сочинений, однако ничего из этих рукописей не сохранилось.
В мае 1930 года во время командировки в Крым от Института востоковедения АН СССР вместе с Исааком Кая получил от частных лиц и перевёз в Ленинград 6 книг, 32 рукописи и 14 фрагментов рукописей. С 1931 года занимался описанием и вывозом из Крыма в Ленинград произведений караимской и крымчакской культуры, которым грозило уничтожение из-за антирелигиозной борьбы. Первоначально занимался этим с М. Н. Соколовом, а после его ареста в 1933 году продолжил деятельность в одиночку.